# Cmentarz żydowski w Nysie
Nowy cmentarz żydowski w Nysie – kirkut znajdujący się w Nysie przy ul. Kaczkowskiego. Był to pierwszy cmentarz społeczności Żydowskiej, która „odradzała się” w Nysie po wypędzeniach z poprzednich wieków.

## Historia
Obiekt powstał w 1815 niedaleko nekropolii katolickiej i ewangelickiej (przy obecnej Alei Wojska Polskiego). W 1871 nyscy Żydzi podjęli decyzje o powiększeniu obszaru kirkutu. Ostatnia wzmianka o pochówku pochodzi z roku 1928.
Podczas II wojny światowej, w czerwcu 1943 cmentarz przeszedł we władanie Gestapo – wskutek czego został on zdewastowany. W 1967 władze Nysy zamknęły kirkut dla celów grzebalnych. W tamtym momencie na obiekcie znajdowało się ok. 100 zdewastowanych nagrobków. Obecnie na jego terenie znajduje się około 25 zniszczonych macew – były one głównie wykonane z marmuru, granitu oraz piaskowca. Do dziś można znaleźć fragmenty dekoracyjny nagrobków z napisami w języku hebrajskich oraz niemieckim.
Obecnie nekropolia popadła w zapomnienie, teren jest otwarty, ponieważ brakuje ogrodzenia. Wejście znajduje się od strony drogi lub parku. Nieopodal znajdują się domy mieszkalne. Problemem stała się roślinność, która w znaczącym stopniu obrosła cały teren. Cmentarz jest sporadycznie odwiedzany.